# Aphyosemion ogoense
Aphyosemion ogoense is een straalvinnige vissensoort uit de familie van de killivisjes (Nothobranchiidae). De wetenschappelijke naam van de soort is voor het eerst geldig gepubliceerd in 1930 door Pellegrin.